# DDR-Meisterschaften im Hallenfaustball 1983/84
Die DDR-Meisterschaften im Hallenfaustball 1983/84 waren die 32. Austragung der DDR-Meisterschaften der Männer und Frauen im Hallenfaustball der DDR der Saison 1983/84. Die Finalturniere fanden am 14. April 1984 in Dresden statt. Die Seriensieger Chemie Weißwasser bei den Frauen und Lokomotive Dresden bei den Männern behaupteten sich erneut und holten seit 1976 jeweils zum achten Mal Gold. Zu den Meisterschaften fanden sich etwa 500 Zuschauer in der Lok-Sporthalle ein.

## Frauen
Endstand
| Platz | Mannschaft                |
| ----- | ------------------------- |
| 1.    | Chemie Weißwasser         |
| 2.    | Pentacon Dresden          |
| 3.    | Lok Schwerin              |
| 4.    | Spielgemeinschaft Görlitz |

## Männer
Endstand
| Platz | Mannschaft                    |
| ----- | ----------------------------- |
| 1.    | Lok Dresden                   |
| 2.    | ISG Hirschfelde               |
| 3.    | Lok „Erich Steinfurth“ Berlin |
| 4.    | Fortschritt Glauchau          |